# Schismatoclada purpurea
Schismatoclada purpurea är en måreväxtart som beskrevs av Anne-Marie Homolle. Schismatoclada purpurea ingår i släktet Schismatoclada och familjen måreväxter. Inga underarter finns listade i Catalogue of Life.